# インフォーマーズ セックスと偽りの日々
『インフォーマーズ セックスと偽りの日々』（インフォーマーズ セックスといつわりのひび、The Informers）は、2009年のアメリカ合衆国のドラマ映画。ブレット・イーストン・エリスが1994年に発表した短編小説集『インフォーマーズ』を原作とし、B・E・エリス自身がニコラス・ジャレッキーと共に脚本を執筆した。監督はグレゴール・ジョーダン。
1980年代初頭を舞台に、退廃的な時代を背景として社会とはかけ離れた生活を送る裕福な人々が、カジュアルなセックスやアルコール、ドラッグで虚無感を麻痺させ、破滅していく姿を描いている。
2008年1月15日に25歳で亡くなったブラッド・レンフロにとっては、本作が遺作となった。
日本では劇場未公開のまま、2010年に『インフォーマーズ 欲望と退廃の日々』の邦題でDVDが発売予定だったが発売中止となり、その後、2014年になって『インフォーマーズ セックスと偽りの日々』の邦題でWOWOWで放送された後に、同年7月2日にDVDが発売された。

## キャスト
- ウィリアム・スローン - ビリー・ボブ・ソーントン：映画プロデューサー
- ローラ・スローン - キム・ベイシンガー：ウィリアムの妻
- ピーター - ミッキー・ローク
- シェリル・ムーア - ウィノナ・ライダー：ニュースキャスター
- グレアム・スローン - ジョン・フォスター（英語版）：ウィリアムの息子
- クリスティー - アンバー・ハード
- ロジャー - リス・エヴァンス
- レス・プライス - クリス・アイザック
- マーティン - オースティン・ニコルズ
- ティム・プライス - ルー・テイラー・プッチ
- ブライアン・メトロ - メル・レイド（英語版）
- ジャック - ブラッド・レンフロ
- Spaz - テオ・ロッシ
- Susan Sloan - キャメロン・グッドマン（英語版）
- レイモンド - アーロン・ヒムルスタイン
- レイチェル - ジェシカ・ストループ
- レオン - Peter Scanavino
- メアリー - アンジェラ・サラフィアン
- ニナ・メトロ - シモーヌ・ケッセル（英語版）
- Patty - ケイティ・ミクソン（英語版）
- Rocko - Daniel Rosenberg
- Dirk - ディエゴ・クラテンホフ

## スタッフ
- 監督：グレゴール・ジョーダン
- 製作総指揮：ニコラス・ジャレッキー、ブライアン・ヤング、ジェリー・ハウスファター、ブレット・イーストン・エリス、ヴァネッサ・コイフマン
- 製作：マルコ・ウェバー
- 脚本：ブレット・イーストン・エリス、ニコラス・ジャレッキー
- 撮影：ペトラ・コーナー
- 音楽：クリストファー・ヤング
- 編集：ロバート・ブレイキー